# Chersodromia pseudohirta
Chersodromia pseudohirta är en tvåvingeart som beskrevs av Chvala 1970. Chersodromia pseudohirta ingår i släktet Chersodromia och familjen puckeldansflugor. Inga underarter finns listade i Catalogue of Life.